# Yuki-onna
Femme des neiges, Princesse des neiges
La Yuki-onna (雪女, « Femme des neiges »), est archétype de yôkaï, entités surnaturelles du folklore japonais, prenant la forme d’une femme, associé au froid et aux phénomènes météorologiques liés à la neige. Dans un premier temps sous la forme d’un folklore éparse, son image a fini par se figer à partir du début du XXe siècle par l’intermédiaire d’auteurs comme Lafcardio Hearn. Aujourd’hui, cette figure à mi-chemin entre la divinité protectrice, la sorcière, le vampire ou encore l’abominable homme des neiges est devenue une figure récurrente dans la culture populaire japonaise contemporaine.  

## Caractéristiques

### Dénominations
Elle est connue sous de nombreuses dénominations comme yuki-musume, yuki-onago, yuki-jorō (雪女郎, « fille des neiges »), yuki-onba (雪オンバ), yukinba (ユキンバ), yukifuri-baba (雪降り婆, « vieille femme qui fait tomber la neige »), yukihime (雪姫, « princesse des neiges »), yuki anesa (雪姉さ, « sœur des neiges »), yuki-onba (雪乳母, « grand-mère des neiges » ou « nounou des neiges ») dans la préfecture d'Ehime, yukifuri-baba (雪降り婆, « sorcière aux chutes de neige » ou « vieille femme aux chutes de neige ») dans la préfecture de Nagano. Elle est souvent associée aux stalactites de glace, d'où des noms comme tsurara-onna (氷柱女, « femme des stalactites »), kanekori-musume (カネコリムスメ), et shigamanyōbō (シガマニョボウ).
La dénomination de yuki-jōro pourraît trouver son origine au cours de l'époque Edo, où les courtisanes du quartier de Yoshiwara dans la capitale, mais aussi dans le province d’Echeigo portaient des vêtements blancs lors d'une cérémonie le 1er août, étaient appelés sous ce nom. Dans le même temps, une expression populaire parlait également de 越後国の雪女郎 (echigo no kuni no yuki jorō, « femmes des neiges de la province d’Echigo »).
Toutes ces dénominations ne sont pas des prénoms, mais des statuts qui leur sont donnés dans les légendes et les récits. La plupart du temps, ces figurent portent des prénoms personnalisés spécifiques. 

### Apparence
La yuki-onna apparaît lors des nuits de neige sous la forme d'une grande et belle femme aux longs cheveux noirs et aux lèvres bleues. Sa peau d'une pâleur inhumaine, voire transparente, lui permet de se fondre dans le paysage enneigé.
Elle est souvent décrite comme vêtue de vêtements, particulièrement un kimono, d’un blanc pur évoquant la neige : à Okayama, elle est décrite comme portant une tenue traditionnelle de mariée coiffée du chapeau de coton caractéristique de la tenue au Japon. Mais d'autres légendes la décrivent comme nue, avec seulement son visage et ses cheveux se détachant sur la neige: à Inariyama, elle apparaît avec des cheveux en bataille et un peigne dans la bouche.
Malgré sa beauté inhumaine, ses yeux peuvent inspirer la terreur chez les mortels. Elle flotte à travers la neige, ne laissant aucune empreinte de pas (en fait, certains contes disent qu'elle n'a pas de pieds, une caractéristique de nombreux fantômes japonais), et elle peut se transformer en un nuage de brouillard ou de neige si elle est menacée.
La yuki-onna est généralement décrite comme ayant une taille humaine dans les standards de la femme au Japon. Cependant, dans le 宗祇諸国物語 (Sōgi Shokoku Monogatari, « Chronique provinciale de Sōgi »), un moine décrit une yuki-onna d'une hauteur d'environ 3 mètres, dans une légende de Shiga, le guerrier Saemon Shima (jp) aurait également rencontré une yuki-onna de cette taille. Lafcardio Hearn a entendu parler à Matsue d'une yuki-onna plus haute que les arbres la nuit, avec un large visage blanc.
Asaori Tsukasa (jp), dans le 日本現代怪異事典 (Nihon gendai kaiijiten, « Dictionnaire des Phénomènes Étranges Modernes du Japon ») mentionne une légende de Tottori où une femme géante apparaît en été sous un chêne et en hiver sous la forme d'une yuki-onna, enlevant les enfants désobéissants. Il suggère que l'image de la yuki-onna comme femme géante se serait développée durant l'époque moderne.

### Nature

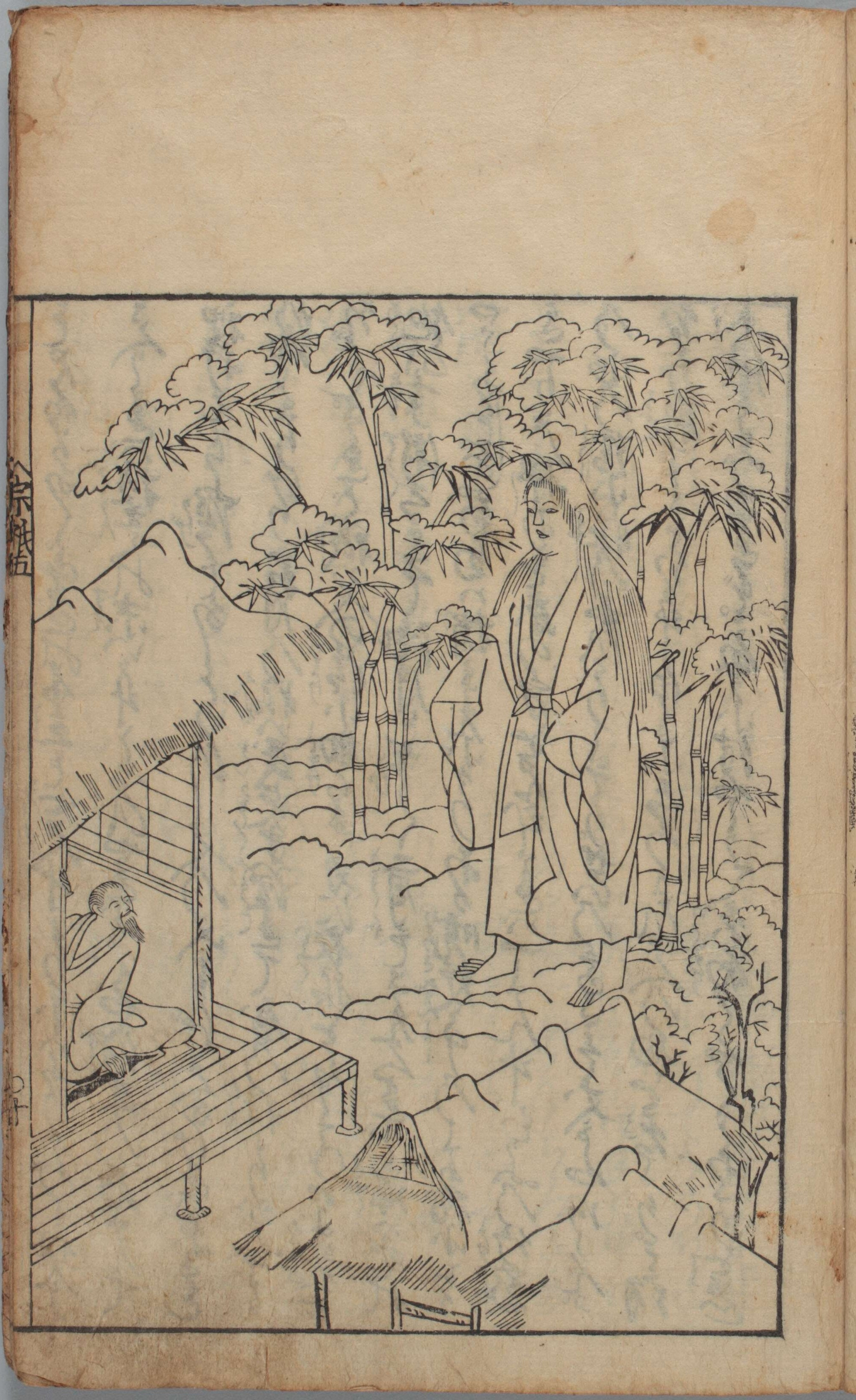
La « femme géante » illustrée dans le Sogi Shokoku Monogatari

La yuki-onna est généralement décrite comme une femme apparaissant par temps neigeux, souvent considérée comme « esprit des neiges » (雪の精, Yuki no sei). Selon le folkloriste Nobutaka Furuhashi (jp), des légendes et des contes populaires à son sujet ont été enregistrés dans les préfectures d'Aomori, Yamagata, Akita, Iwate, Fukushima, Niigata, Nagano, Wakayama, Ehime, et Ōita. Les origines de la Yuki-onna varient selon les sources : elle peut être l'esprit de la neige elle-même ou le fantôme d'une femme morte dans la neige.
Yōko Makino (jp), citant le travail d'Imano Ensuke (jp), théorise trois catégories de Yuki-onna :
- Celles où elle est considérée comme un « esprit de la neige » (雪の精霊, yuki no seirei?).

- Celles où elle est le « fantôme » (亡霊, bōrei?) d'une personne décédée dans la neige.

- Celles issues de récits ayant un ton plus comique.

Ōshima Hiroshi (jp) rapporte un ensemble de récits transmis au district de Mogami, dans la préfecture de Yamagata, selon laquelle la yuki-onna apparaîtrait sous la forme d’une femme portant un enfant. Il en a donc conclu que les récits autour de la yuki-onna transmis dans cette région ne seraient rien d’autre qu’une variante d’un autre yôkaï appelé Ubume (産女), en fait, son image varie beaucoup selon les régions, allant d’une divinité bienveillante à une entité démoniaque.

### Comme une entité bienveillante
Tada Katsumi (jp) dans son commentaire issu de 妖怪図巻 (Yōkai Zukan, « Index illustré des yōkai »), cite une légende originaire d’Oguni, toujours dans la préfecture de Yamagata, selon laquelle la fille des neiges (雪女郎, yuki jōrō) était autrefois une princesse céleste tout droit venue du royaume de la lune. Descendue sur terre en compagnie de la neige pour échapper à la monotonie de la vie sur son astre, elle fut incapable de revenir et apparaît désormais lors des nuits de pleine lune enneigée. Dans son 幻想世界の住人たちⅣ (Gensō sekai no jūnin-tachi yon, « Les habitants du monde fantastique IV »), l’auteur raconte une histoire où une yuki-onna apparaît lors d'une tempête de neige, tenant son enfant (雪ん子, Yukin-ko), demandant aux passants de bien vouloir lui prendre. Si quelqu'un accepte, l'enfant devient de plus en plus lourd, écrasant la personne sous la neige. Katsumi souligne les similitudes de ces deux récits avec la Guhuoniao (姑獲鳥, kōkakuchō), une créature aviaire de la littérature chinoise pouvant se transformer en femme, enlevant les enfants pour en faire sa propre progéniture. Selon lui, la figure de cette créature chinoise se serait transmise au Japon, donnant l’ubume, avant de prendre la forme définitive de celle de la yuki-jōrō.
Plusieurs chercheurs suggèrent que la yuki-onna a des caractéristiques d'une « divinité de l’année » (年神, toshigami), se manifestant auprès des humains à des dates spécifiques. Chiba Mikio (jp) note qu'à Goshogawara, elle se manifesterait durant une période du 30 décembre au 1er janvier, pour revenir le « Jour du serpent » (巳の日, mi no hi, jour du calendrier traditionnel japonais associé au serpent, considéré comme favorable à la prospérité et à la fortune. C’est un jour propice pour prier la déesse Benzaiten), d'où le nom « Minokko ». Ōshima Hiroshi (jp) cite des légendes de Hirosaki à Aomori et de Tōno à Iwate, dans lesquels la yuki-onna rendrait visite aux hommes le nouvel an (正月, shōgatsu) ou bien durant le nouvel an lunaire (小正月, koshōgatsu), laissant de l'or en partant. Cette narration est similaire aux contes du type « Visiteurs annuels » (大歳の客, oto-rhinos no kyaku, un style de contes traditionnels japonais dans lesquels un visiteur mystérieux arrive au Nouvel An et se révèle être une divinité bienveillante, venue récompenser ou mettre à l’épreuve l’hospitalité des gens.). Cependant, à Aomori, une créature appelée "Minokko", qui rend visite la veille du Nouvel An et repart le jour du serpent, est parfois distinguée de la yuki-onna.

### Comme une créature démoniaque

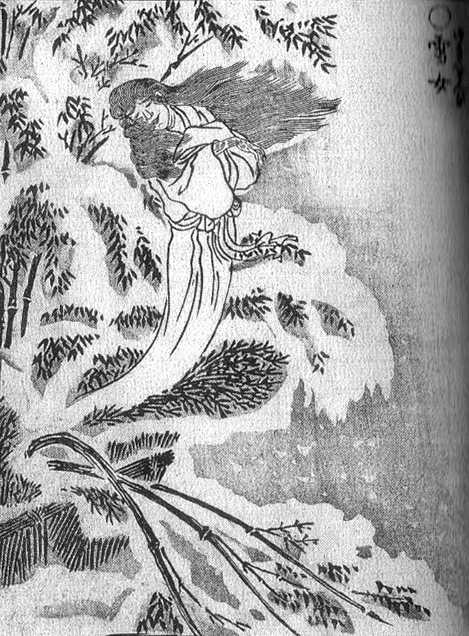
Illustration de Yuki-onna par Toriyama Sekien, extraite du Gazu hyakki yagyō, 1781.

Bien que les mentions de la yuki-onna en tant qu’entité es positives soient nombreuses, elle reste avant tout une figure effrayante voire dangereuse. Dans son Kaiwaidan, Lafcadio Hearn décrit la yuki-onna de Matsue comme étant une entité effrayante pour les humains. À l’instar du croque-mitaine ou de l’onibaba, elle est une figure récurrente, utilisée pour effrayer les enfants désobéissants : à Tōno, une yuki-onna appelée bego-tsureta (牛つれた, « La vachère », (le terme « bego » signifiant « vache » dans le dialecte des régions du Tohōku notamment.)) punit les enfants en leur versant du lait, et à Kantō, elle peut enlever les enfants pas sages lors des jours où le temps est enneigé,.
Car la yuki-onna reste dans le fond, avant tout une créature associée aux ravages du climat de basses températures, conduisant notamment à la mort : dans l’imaginaire populaire nationalisé, elle use de son souffle glacial pour congeler les hommes ou absorbe la totalité de leur énergie vitale (気, ki, plus précisément le Ch'i) pour les tuer. Imano Ensuke (jp) classe la yuki-onna, avec d’autres créatures comme la yama-uba et la iso-onna (磯女, une femme au corps fantomatique vivant sur les côtes du Kyūshū), comme des entités qui sucent le sang des vivants pour compenser la perte du leur après la mise au monde de leur enfant. Le folkloriste Miyata Noboru suggère que la yuki-onna apparaissant accompagnée de leurs enfants, absorbant l'énergie vitale des personnes qu’elles croisent, pourrait tirer leur inspiration de ces autres entités ; l’énergie vitale étant une des représentations du sang : Le 日本怪異妖怪事典　九州　沖縄 (Nihon-kaī-yōkai-jiten Kyūshū okinawa, « Dictionnaire des Monstres et Phénomènes Étranges du Japon : Kyūshū, Okinawa ») mentionne le cas d’un homme ayant reçu le suçon d’une yuki-onna, alors qu’il cueillait des champignons dans la vallée de Suikake à Ōita. Koizumi Yakumo note également que dans certaines régions, la yuki-onna était réputée pour absorber le sang de ses victimes.
La yuki-onna n’est pas une femme seulement méchante, mais aussi particulièrement fourbe : des récits parlent de héros ayant déjoué les manipulations d’une yuki-onna : Murakami Kenji (jp) parle d’un cas situé dans la ville de Hirosaki, durant lequel un guerrier (武士, bushi) aurait déjoué les fourberies d’une yuki-onna qui tentait de le manipuler en usant de ses pouvoirs magiques et utilisant son propre enfant. Mais cette fourberie était en fait, une sorte de mise à l’épreuve, et la femme des neiges, voyant le courage et la ténacité du guerrier, allant jusqu’à prendre l’enfant de la yuki-onna en otage, fut surprise et lui a alors offert diverses choses précieuses. Dans un autre récit présent dans le 日本怪異妖怪事典　東北 (Nihon-kaī-yōkai-jiten tōhoku, « Dictionnaire des Monstres et Phénomènes Étranges du Japon : Tōhoku »), une légende locale transmise à Goshogawara semblable à la précédente, où une yuki-onna récompense le valeureux samouraï rusé, par son lait maternel, le rendant alors invincible aux combats de sumo.

### Vulnérabilités
La femme des neiges, malgré ses grands pouvoirs surnaturels, peut être confrontée et être vaincue : dans la préfecture de Hyogo, la yuki-jorō est censée provoquer des avalanches lorsqu'elle glisse sur les montagnes, mais on dit aussi qu'elle peut être immobilisée par un morceau de papier déchiré contenant le sūtra du Cœur.
Elle semble par ailleurs vulnérable face à la chaleur, disparaissant à son contact, notamment durant les saisons chaudes : dans une légende d'Okayama, une yuki-onna demande de l'eau, mais cette dernière disparaît si on en vient à lui verser de l'eau bouillante. À Kyoto, une vieille femme qui préparait des mochis a réussi à faire disparaître une yuki-onna en la menaçant de lui verser de l'eau bouillante.

## Origines
Les origines de créatures surnaturelles associées à la neige comme la yuki-onna pourraient remonter à des périodes très anciennes : Tada Katsumi (jp) affirme que la femme géante mentionnée par le moine alors qu’il séjournait dans la province d’Echigo, dans le 宗祇諸国物語 (Sōgi Shokoku Monogatari, « Chronique provinciale de Sōgi ») de la fin de l'époque Muromachi, serait bel et bien une forme primitive de la yuki-onna.

## Histoires, contes et légendes associées

### Histoire de Lafcardio Hearn

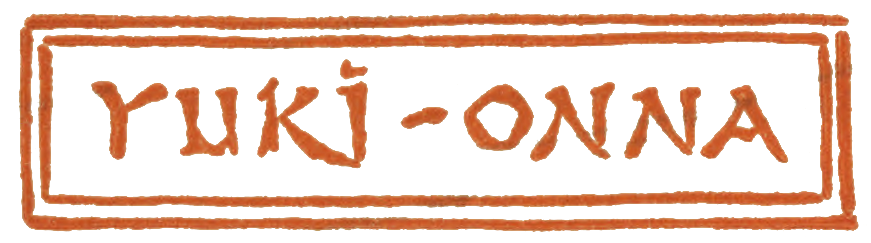
Titre de l’histoire dans le Kaiwaidan de Lafcardio Hearn.

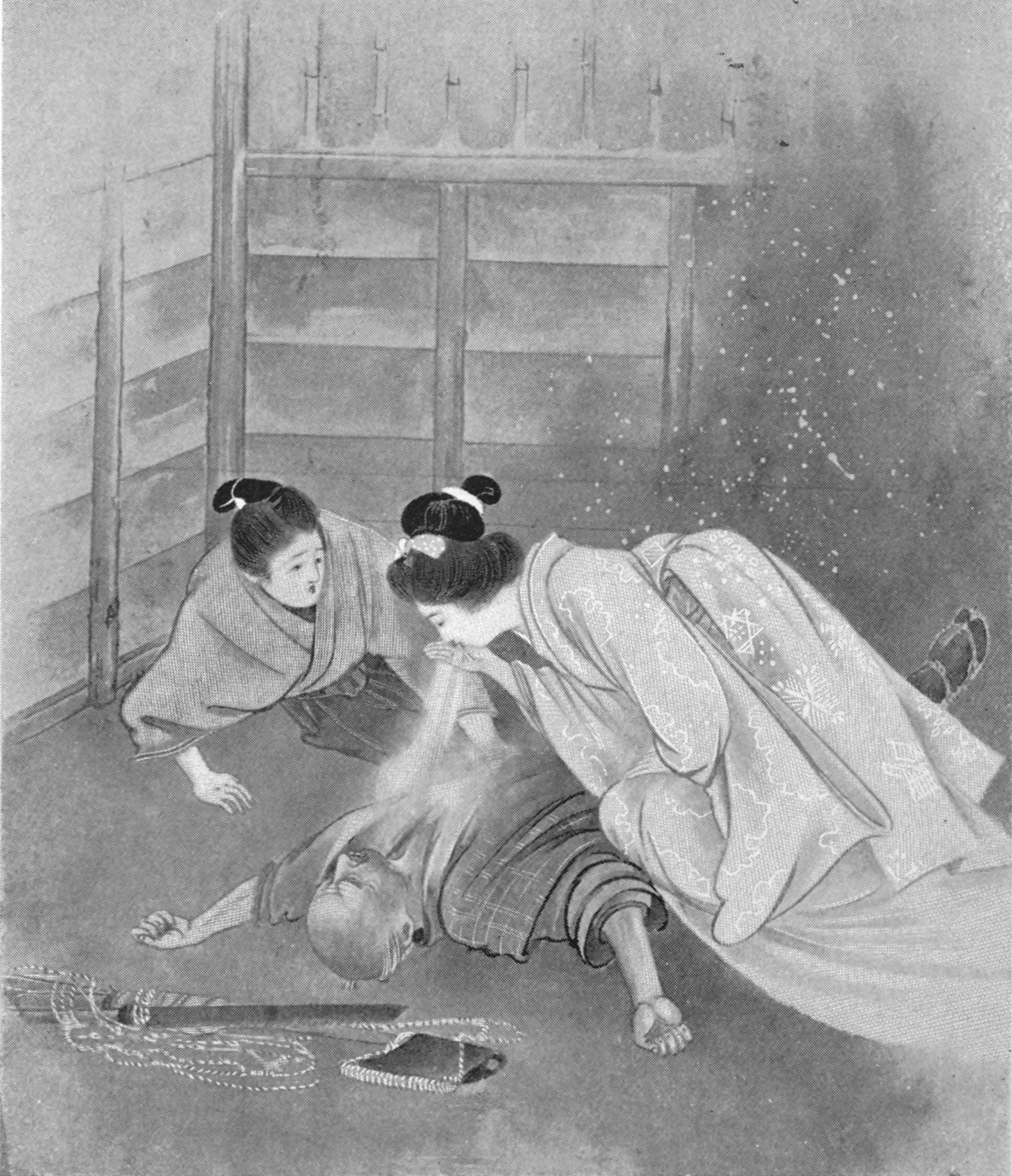
Lafcadio Hearn, "Kwaidan: Yuki-onna", illustré par Takeuchi Katsura

Dans son œuvre Kwaidan ou Histoires et études de choses étranges (怪談, Kawaidan, Kwaidan: Stories and Studies of Strange Things), l’auteur écossais Lafcadio Hearn est considéré comme un des auteurs ayant réhabilité la figure de la yuki-onna auprès du public japonais.

#### Résumé
« Cette histoire m’a été racontée par un paysan du village de Chōfu, dans le district de Nishitama, dans l’ancienne province de Musashi.
Il y avait, dans un village de cette province, deux bûcherons nommés Mosaku et Minokichi. Mosaku était âgé, tandis que Minokichi n’était encore qu’un jeune homme de tout juste dix-huit ans. Un jour d’hiver, alors qu’ils revenaient de la montagne, une violente tempête de neige les surprit. Incapables de poursuivre leur route, ils trouvèrent refuge dans une cabane isolée au cœur de la forêt.
Au milieu de la nuit, le feu finit par s’éteindre, et le froid mordant réveilla Minokichi. Lorsqu’il ouvrit les yeux, il aperçut une femme d’une beauté irréelle, vêtue d’un kimono blanc, aux longs cheveux noirs et à la peau pâle comme la neige. Ses yeux étaient comme faits de glace et ses lèvres, d’un bleu profond. Elle semblait glisser sur le sol.
Elle se pencha sur Mosaku et expira doucement sur lui de son haleine blanchâtre et gelée — ce le vieil homme mourut sur-le-champ, figé par le froid. Puis elle s’approcha de Minokichi, paralysé par la peur. Elle l’observa un long moment avant de murmurer :
« J’avais l’intention de te tuer, tout comme l’autre, mais tu es jeune et beau… Je t’épargne. Mais prends garde : ne parle jamais à quiconque de ce que tu as vu cette nuit là. Si tu le fais, je reviendrai… et je te tuerai. »
Sur ces mots, elle disparut dans la tempête, laissant la porte ouverte derrière elle.
Le lendemain matin, Minokichi se réveilla, seul : Mosaku était mort, le corps glacé. Il ne sut jamais s’il avait rêvé ou vécu un cauchemar éveillé.
Les années passèrent. Un jour, Minokichi rencontra une jeune femme d’une beauté saisissante, prénommée お雪 (O-Yuki). Ils tombèrent amoureux l’un de l’autre, se marièrent, et eurent plusieurs enfants. Elle était une épouse aimante et attentionnée, mais, étrangement, son apparence ne semblait jamais changer : elle restait tout aussi jeune qu’au premier jour de leur rencontre.
Une nuit d’hiver, après avoir couché les enfants, Minokichi contempla son épouse et lui dit :
« Quand je te regarde, je repense à un étrange souvenir de ma jeunesse. Un soir d’hiver, j’ai rencontré une femme exactement comme toi… Elle a tué un vieil homme d’un souffle glacé, puis m’a épargné, à condition que je ne raconte jamais ce que j’avais vu. Était-ce un rêve… ou était-ce une ce que l’on appelle une yuki-onna ? »
À ces mots, O-Yuki se leva brusquement. Ses traits se durcirent, et elle s’écria :
« Cette femme, c’était moi ! Je t’avais prévenu de ne jamais parler de cette nuit. Je devrais te tuer comme je l’avais promis… Mais je ne peux le faire, car je pense à nos enfants qui dorment. Prends soin d’eux, veille bien sur eux… Car si jamais tu les fais souffrir, je reviendrai. »
Aussitôt, son corps se transforma en une brume blanche qui s’éleva vers le conduit de fumée. Elle disparut sans laisser de trace. Personne ne la revit jamais. »

#### Autour de la légende
Il est généralement admis que la version de la yuki-onna racontée par Lafcadio Hearn s'inspire d'une histoire qu’il aurait entendue d’une mère et de son fils, supposément nommés O-Hana et Sōhachi, originaires du village de Chōfu, dans le district de Nishitama, alors situé dans la préfecture de Tokyo. Ce village correspond aujourd’hui à la partie sud de la ville d’Ōme, en bordure de la rivière Tama. À noter que l’actuelle ville de Chōfu n’a aucun lien géographique avec cette histoire, car elle appartenait autrefois au district de Kitatama (jp). L’origine géographique de ce récit est mentionnée explicitement dans la préface de la version anglaise de Hearn.
Des légendes similaires ont été répertoriées dans cette région, ce qui conforte la théorie d’une origine locale du récit. En 2002, une stèle intitulée 雪おんな縁の地 (yuki-onna en no chi, « Lieu lié à la yuki-onna ») a été érigée au pied du pont Chōfu dans le quartier de Chigasemachi (jp), à Ōme (Tokyo), sur la route préfectorale no 31 (route d’Akigawa) qui traverse la rivière Tama. Au revers de cette stèle figure une plaque commémorative gravée avec les préfaces en japonais et en anglais de la nouvelle Yuki-onna ainsi qu’un portrait de Lafcadio Hearn.
Du point de vue météorologique, le cadre hivernal de l’histoire est cohérent avec le climat de l’époque d’Edo, période durant laquelle la région ouest de la Tama, correspondant aujourd’hui à l’ouest de Tokyo, connaissait régulièrement de fortes chutes de neige, les températures hivernales y étant plus basses qu’à l’époque actuelle.
Cependant, le folkloriste Ōshima Hiroshi (jp) estime que l’histoire transmise à Hearn ne relève pas à proprement parler de la légende traditionnelle, mais plutôt d’un récit populaire ou d’un simple « ragot de village ». L’universitaire Makino Yōko (jp), spécialiste de littérature comparée, cite les observations de la critique Fujiwara Mami (jp), selon lesquelles l’image de la yuki-onna chez Hearn pourrait avoir été influencée par le personnage de vampire dans La Morte amoureuse de l’écrivain français Théophile Gautier.
Par ailleurs, dans l’ouvrage collectif 図説雑学　日本の妖怪 (Zusetu zatsugaku Nihon no yōkai, « Encyclopédie illustrée et curieuse des yōkai japonais ») dirigé par le folkloriste Komatsu Kazuhiko (jp), il est proposé que l’histoire soit à comprendre comme un « conte de mariage interspécifique » inspiré de récits folkloriques japonais, dans lequel la yuki-onna prend le rôle archétypal de la femme fatale.
Makino émet des doutes quant à l’authenticité de cette légende en tant que tradition ancienne : elle souligne l’importante diffusion des écrits de Hearn dès leur parution, et l’absence de récits similaires antérieurs à sa version. Elle suggère que Hearn aurait peut-être lui-même forgé l’image moderne de la yuki-onna en s’inspirant de certains motifs traditionnels, et que les récits ultérieurs apparentés seraient davantage le fruit de la diffusion de son œuvre que des traditions orales antérieures.
Il convient également de noter que dans le recueil 怪談・奇談 (kaidan hashidan), édité par Hirakawa Yoshihiro (jp) et publié dans la collection Kodansha Gakujutsu Bunko (Kodansha), 30 des 48 récits publiés sont accompagnés de leur source originale, mais ce n’est pas le cas de la Yuki-onna, ce qui renforce l’idée d’une création littéraire propre à Hearn.

### Histoires régionales

#### Layuki-onnaà Ojiya
Il était une fois, un homme solitaire qui vivait isolé de la société, reçu la visite inopportune d’une jeune femme d’une grande beauté. Cette dernière lui proposa de devenir son épouse. L'homme, émerveillé, accepta sans hésiter. La femme remplissait parfaitement son rôle de maîtresse de maison, faisant le bonheur de son mari. Cependant, un soir, alors que l'homme préparait le bain, il remarqua que sa femme semblait réticente à l'idée d'y entrer, voire y éprouvait une forme d’inquiétude et de tristesse. Insistant, l'homme finit par la convaincre de se joindre à lui. À contrecœur, elle entra dans le bain, mais à peine l'eau toucha-t-elle sa peau qu'elle commença à fondre au contact de la chaleur, se transformant en une brume légère, sous les yeux de son mari. Ne laissant derrière elle que de fins fragments de glaçons flottants à la surface de l'eau.

#### Lashigama-jorōà Aomori et Yamagata
Il était une fois, dans le village de Kaminoyama, à Yamagata, vivait un vieux couple. Un soir où le froid était glacial, alors qu'ils étaient assis près de l'irori, le foyer traditionnel, pour se réchauffer, un coup léger frappa à leur porte, ils virent une mystérieuse femme, la jeune fille de Shigama (しがま女郎, Shigama-jōro), venue leur quémander leur hospitalité et s’assoir près du feu pour passer la nuit. Un peu plus tard, alors que le vieux couple somnolait, sur le point de s’endormir, la jeune fille commença à s’éclipser, mais le vieil homme, dans sa gentillesse, voulut la retenir, mais remarqua que sa peau était glaciale. Pire encore, cette dernière commença à fondre, se transformant alors en tourbillon de neige, avant de disparaître de la maison en passant par la cheminée.

#### Layuki-onnade Hirosaki
Il était une fois, un bushi qui rentrait chez lui après une longue journée de voyage, fit la rencontre d’une femme d’une grande beauté dans une forêt enneigée. Cette dernière, portant un enfant dans ses bras, demanda au guerrier s’il était bien disposé de vouloir le porter. Le guerrier, méfiant mais courageux, accepta. Cependant, il se souvint des histoires qu'on racontait sur ces yuki-onna et leurs tendances à fomenter des pièges mortels. Alors qu'il serrait l'enfant dans ses bras, il sentit que celui-ci devenait de plus en plus lourd, comme si une force magique l'attirait vers le sol. Mais le guerrier était rusé. Il tenait un court sabre, un tantō, dans sa bouche, et il fit approcher la lame tout près de la tête de l'enfant. À sa grande surprise, l'enfant redevint tout d’un coup plus léger, et la yuki-onna, impressionnée par sa ruse, lui adressa ses sincères compliments avant de disparaître dans la nuit, laissant derrière elle un sac de trésors pour le bushi.

### Légendes et variantes régionales

#### Apparitions locales deyuki-onna
- Dans la région d'Ina, préfecture de Nagano, la yuki-onna est appelée yukionba et apparaît les nuits de neige sous la forme d’une yama-uba[28].
- À Aomori, il est dit qu'une yuki-onna viendrait au village le troisième jour de Shōgatsu et retournerait à la montagne le premier jour de l’année du lièvre ; on pense que les années où ce jour arrive tard, la récolte sera différente de celle des années précédentes[2].
- Dans les préfectures d'Iwate et de Miyagi, une yuki-onna est censée voler la vitalité des gens ; dans la préfecture de Niigata, on dit qu'elles enlèvent le foie des enfants et gèlent les gens à mort[7],[12].

### Variantes

#### Créatures associées à la neige et variantes régionales
- Le yukinbō est une variante présente à Wakayama et Kyoto. À Wakayama, il est décrit comme un enfant à une jambe qui saute lors des chutes de neige, laissant au matin des empreintes rondes dans la neige[29],[30] À Kyoto, il s’agit d’une femme qui fond de la résine de pin dans un foyer et la projette sur les passants[31].
- À Ibigawa, dans le district d’Ibi, préfecture de Gifu, un monstre invisible appelé yukinobō est censé apparaître sous la forme d’une yuki-onna[7].
- D’autres créatures proches à jambe unique sont également signalées : à Nagano, le shikkenken bondit sur une jambe et ligote les passants avec une corde[32]. Sur l’île de Hachijō, l’Ipponashi est une créature semblable à une yama-uba laissant des traces dans la neige avec sa seule jambe[33].

#### Autres figures proches
- Le yuki-otoko (雪男?, « Homme des neiges ») est parfois présenté comme le pendant masculin de la yuki-onna. À Aomori, un chasseur aurait trouvé une tanière appartenant à cette créature, mais aurait dû fuir à cause du froid[34]. À Miyagi, elle apparaîtrait en hiver et disparaîtrait au printemps[35]. À Tokushima, le yuki-otoko laisserait des traces de pas d’environ 1,8 mètre de diamètre après une chute de neige[36]. Aujourd’hui, ce terme est surtout employé comme traduction de « abominable homme des neiges », et sert à désigner des créatures comme le Yéti ou le Bigfoot.
- À Toyama, une créature appelée Yukion émergerait de la neige et serait utilisée localement pour effrayer les enfants. Toutefois, son apparence exacte reste incertaine[37].

## Dans la culture populaire

### Littérature
- Yuki-onna est le titre d'une des histoires réunies dans l'ouvrage Kwaidan de Lafcadio Hearn, publié en 1904, faisant l’objet d’une partie ci-dessus.

### Musique
- Le groupe de metal progressif, Symphony X a écrit une chanson à propos de Yuki-onna dans son album Twilight in Olympus. Cette chanson a pour titre Lady of the Snow.
- La chanson Ice Queen du groupe Within Temptation parle d'une entité pourchassant ses victimes dans un monde de glace et pourrait faire référence à la Yuki-Onna[Interprétation personnelle ?].
- Le groupe de Death metal mélodique Finlandais, Whispered ont écrit une chanson intitulé "Lady Of The Wind" parlant de la légende de Yuki-Onna dans leurs Album "Shogunate Macabre".

### Films
- Yuki-onna apparaît dans plusieurs films comme The Great Yokai War de Takashi Miike, Rêves de Akira Kurosawa et Ishirō Honda, et Kwaïdan de Masaki Kobayashi.

- Dans Darkside : Les Contes de la nuit noire, le segment 3 intitulé Lover's Vow est fortement inspiré de la légende de Yuki-onna, mais avec une fin plus tragique.

### Mangas et animes
- Dans le manga Urusei Yatsura, écrit par Rumiko Takahashi, beaucoup d'extra-terrestres sont tirés du folklore japonais. Le personnage d'Oyuki a des pouvoirs liés à la neige et correspond à la Yuki-onna.
- Dans le manga Yuyu Hakusho, de Yoshihiro Togashi, Yukina est une femme des neiges.
- Yuki-onna apparaît dans le 101e épisode du dessin animé Inu-Yasha, La jeune fille de la neige (あれから七年目のなごり雪, Are kara shichinen me no nagori yuki?).

- La « femme des neiges » apparaît dans le 490e épisode du manga Détective Conan, intitulé Heiji Hattori contre Shinichi Kudo. Confrontation de déductions en pente[38].

- Mizore Shirayuki est une Yuki-onna qui apparaît au tome 5 dans le manga et à l'épisode 7 : « La Femme des Neiges + Vampire » dans le dessin animé Rosario + Vampire. Mizore Shirayuki, sa mère et le clan des femmes des neiges sont toutes des yuki-onna, maîtrisant la neige et la glace.

- Il y a une Yuki-onna, du nom de Tsurara, dans le Cortège Nocturne des Cent Démons de Nura Rikuo dans Nurarihyon no Mago.

- Dans le manga One Piece de Eiichiro Oda, Monet la harpie est surnommée « la Femme-Neige » (Yuki-onna).

- Dans le manga Inu X Boku SS (aussi appelé Secret Service, Maison de Ayakashi), Nobara Yukinokouji est une Yuki-onna.

- Dans l'anime Les Supers Nanas Zeta, une Yuki-onna apparaît dans l'épisode Gros Filou est amoureux !.

- Dans l'anime Yokai Watch, Angélik et Blizzaria sont considérées comme des Yuki-Onna.
- Dans l'anime Bleach, arc Révolte des zanpakutos, l'esprit du sabre de Rukia, sode no shirayuki, est une très belle femme vêtue de blanc et manipulant la glace.
- Dans l'anime Pokémon Diamant et perle épisode 116, Le pokémon Momartik est inspiré des Yuki-Onna.
- Dans le célèbre anime Sakura, chasseuse de cartes (Card Captor Sakura) créée par CLAMP ; la carte de la Neige, "The Snow" est également inspirée de Yuki-onna (épisode 36 "La rentrée scolaire").
- dans l'anime freaky girls yuki est une yuki onna[39]

### Jeux vidéo
- Dans le jeu vidéo Might and Magic Heroes VI développé par Ubisoft et Black Hole Entertainment, la Yuki-onna est l'amélioration de l'Esprit des Neiges, créature d'élite du Sanctuaire.
- Letty Whiterock du jeu Touhou Project est une Yuki-onna.
- Il y a une Yuki-onna dans le jeu Yume Nikki.
- Le Pokémon de la quatrième génération Momartik est inspiré de cette légende japonaise.
- Dans le jeu vidéo Nioh, la femme de Oda Nobunaga est une Yuki-onna et est un boss dans la quête "Chute de neige". Elle est considérée comme l'un des adversaires les plus difficiles à vaincre.
- Dans Pokémon Diamant et Perle, une femme seule dans une maison sur une route subissant un blizzard constant remet au joueur un objet rattaché au type Spectre. Ce pourrait être une référence à la Yuki-Onna
- Yumi dans la série de jeux vidéos Senran Kagura est une Yuki-onna. Elle apparaît également dans BlazBlue: Cross Tag Battle.